# Amt Altdöbern
Urząd Altdöbern (niem. Amt Altdöbern, dolnołuż. Amt Stara Darbnja) - urząd w Niemczech, leżący w kraju związkowym Brandenburgia, w powiecie Oberspreewald-Lausitz. Siedziba urzędu znajduje się w miejscowości Altdöbern.
W skład urzędu wchodzi pięć gmin:
1. Altdöbern
2. Bronkow
3. Luckaitztal
4. Neupetershain (Nowe Wiki)
5. Neu-Seeland (Nowe Jazorina)